# Microrreserva La Encantá
La microrreserva de flora La Encantá se sitúa en el término municipal de Villarrobledo, provincia de Albacete (España) y tiene una superficie de 10 ha. Durante una inspección botánica en esta zona se observó la presencia de 166 especies o subespecies de plantas vasculares de las cuales 11 eran endemismos ibéricos y 15 ibero-africanos.

## Especies prioritarias
Sisymbrium cavanillesianum, Ziziphora acinoides, Erophila verna, Anchusa undulata (granatensis) e Iberis crenata.

## Limitaciones de uso
La Sisymbrium Cavanillesianum es la especie con mayor importancia dentro de la microrreserva -junto con la Ziziphora Acinoides- pues se trata de un endemismo ibérico muy amenazado que sólo se encuentra aquí y en Aranjuez, catalogado como especie rara en el Libro Rojo de especies vegetales amenazadas de España peninsular e Islas Baleares e incluida en el Anexo II de la Directiva de Hábitats (Directiva 92/43/CEE del Consejo, de 21 de mayo de 1992, Diario Oficial de las CCEE L 206). Para sobrevivir, ambas requieren que se mantengan los cultivos de secano anexos pues, su abandono o su transformación en regadío pueden resultar fatales para su supervivencia.

## Observaciones
Además, dentro de la microrreserva, existe un yacimiento arqueológico de la Edad del Bronce y una notable presencia de Víboras hocicudas (Vipera latastei), Alacranes amarillos (Buthus occitanus) y Águilas culebreras (Circaetus gallicus). El nombre del paraje proviene de una leyenda, de tradición posiblemente prerromana, muy documentada y estudiada en toda España (Leyenda de la Encantada).

## Curiosidades
Según la tradición popular de Villarrobledo este paraje es lugar de sucesos paranormales (paranormal) durante la fiesta de las hogueras de San Juan (24 de junio). Corre, entre la gente de esta localidad, el rumor de que esa noche todos los llamados Juan de la localidad que se acercan por este paraje corren una incierta suerte.